# Fichte-Gesellschaft von 1914
Die Fichte-Gesellschaft von 1914 wurde 1916 in Hamburg  aus den Reihen des Deutschnationalen Handlungsgehilfen-Verbandes (DHV) gegründet, um die nationale Begeisterung von 1914 zu Kriegsbeginn durch Vorträge und Publikationen wachzuhalten. Der Name ging auf die Reden an die deutsche Nation des Philosophen Johann Gottlieb Fichte zurück. Sie bestand mindestens bis 1938, zuletzt als Fichte-Gesellschaft e.V.
Geschäftsführer war zunächst der Lebensreformer Adalbert Luntowski, das Vereinsorgan waren die Mitteilungen der Fichte-Gesellschaft. In Hamburg wurde ein Fichte-Hochschule unter der Leitung von Pastor Emil Engelhardt gegründet, zu deren Eröffnung Ferdinand Jakob Schmidt („Fichte und Luther“) beitrug. Auch Frank Glatzel war Mitglied, der die Fichte-Hochschule in Leipzig leitete. 
Ab 1917 gab der Publizist Wilhelm Kiefer, ab 1919 Wilhelm Stapel für den DHV die Zeitschrift Deutsches Volkstum heraus, der die Mitteilungen beilagen und deren politische Anliegen weit über universitäre Kreise hinaus Beachtung fanden. Stapel als Vertreter der völkisch-nationalen, antisemitischen Neufichtenianer, kritisierte auch die Weimarer Republik und bescheinigte Fichte, er habe eine Art Demokratie entworfen, „die sich bis in die innerste Gesinnung von dem unterscheidet, was heute als Demokratie bei uns eingeführt ist“. Heinz Dähnhardt war von 1926 bis 1934 Leiter der Reichsgeschäftsstelle und Volkshochschulreferent der Fichte-Hochschule. Er überführte den Sitz der Vereinigung und die Schule 1926 ins Spandauer Evangelische Johannesstift (Berlin).
Der Jenaer Philosoph Bruno Bauch traf sich im Januar 1917 mit Lenore Ripke-Kühn im Nietzsche-Archiv Weimar, um einen interessierten Philosophiezirkel in der Gesellschaft einzurichten. Dazu hielt er in Erfurt im März 1917 vor 600 Zuhörern einen Vortrag Fichte und der deutsche Gedanke, zu der auch der antisemitische Deutschbund eingeladen hatte, und berief zu Pfingsten 1917 eine Versammlung in das Nietzsche-Archiv. Bauch hielt wichtige Gedanken Nietzsches mit dem Deutschen Idealismus insbesondere Fichtes für vereinbar. Dieser Vortrag erschien in der alldeutschen Zeitschrift Der Panther, deren Redaktion bei Lenore Ripke-Kühn lag, die Ehefrau von Axel Ripke. Zunächst war an eine Doppelmitgliedschaft mit einer Deutschen Philosophischen Gesellschaft gedacht, doch erwies sich die Beschränkung auf Fichte als zu eng. Daher wurde eine eigenständige Deutsche Philosophische Gesellschaft unter dem Geschäftsführer Arthur Hoffmann offiziell am 21. Mai 1918 gegründet, die eine ansehnliche Zahl angesehener Philosophen vereinigte.